# السالمية (الكويت)
السالمية هي منطقة في محافظة حولي في دولة الكويت.
السالمية مقسمة إداريًا إلى 12 قطعة. تميل القِطع الواقعة بالقرب من المناطق الداخلية للمنطقة إلى أن تكون سكنية في الغالب، في حين أن تلك المناطق الواقعة بجانب ساحل الخليج العربي تحتوي على قدر كبير من العقارات التجارية والسكنية الراقية. تضم المناطق السكنية الداخلية عددًا كبيرًا من الأجانب يتألفون بشكل أساسي من شبه القارة الهندية وغيرهم من العرب الذين ليسوا من مواطني منطقة الخليج العربي.

## التسهيلات
تستضيف السالمية العديد من المساجد وحوض سمك ومركز علمي ومسرح سينمائي آيماكس وملعب كرة قدم ومراكز طبية وكنيسة رومانية كاثوليكية ومكتب الجوازات المحلي وحديقة مجهزة تجهيزًا جيدًا بجوار الطريق الدائري الخامس. تشمل المولات البارزة سوق السالمية الضخم الذي كان أول مركز تجاري في دولة الكويت ومارينا مول في منطقة مارينا وورلد للتسوق والترفيه ومركز العمرية التجاري. إن طريق الخليج (بالإنجليزية: Gulf Road)‏ مرغوب فيه بسبب مناظره البحرية الرائعة وهو المحور الرئيسي للبناء الجديد للمباني والتجديدات المستقبلية. هذا الطريق هو عبارة عن شارع عريض تكتنفه الأشجار ويمر عبر الكثير من الجزء الساحلي للسالمية وهو يشكل انعكاس لتوجه الكويت نحو الحداثة
يمتد حي التسوق في شارع سالم المبارك المعروف باسم مركز السالمية على طول الكتل الخارجية للسالمية. إنها واحدة من أقدم وأكبر مناطق التسوق في الكويت. إنها بقايا أسواق الكويت التقليدية العديدة والضخمة التي كانت موجودة ذات يوم على غرار الأسواق الموجودة في جليب الشيوخ ومدينة الكويت. هذه الأسواق كانت معروفة في الماضي باللآلئ والذهب والمجوهرات وهي تتكون الآن من مجموعة واسعة من عمالقة البيع بالتجزئة والمنافذ المحلية. على الرغم من أن جزء كبير من السوق القديم قد تم بناؤه إلأ أن الإحساس بعبق الماضي لا يزال موجودا في المناطق التقليدية لمنطقة التسوق هذه. تتنوع التجربة من حديثة (وغربية) في مراكز التسوق إلى تجربة كويتية حقيقية في بعض الشوارع الخلفية. من الجدير بالذكر أنه كلما تحرك المرء باتجاه الشرق بعيدًا عن العاصمة كلما كانت المحلات التجارية أغلى وأعلى سعراً. توجد العديد من محلات الذهب والأقمشة في منطقة «السوق القديم» الواقعة فيما بعد من تقاطع الطريق الدائري الرابع والقطاع.

## التاريخ
ذكر يوسف الشهاب في مقالته (من قديم الكويت: الدمنة) المنشورة في جريدة القبس أن السالمية كان اسمها الأول "الدمنة"، وقال "استبدل اسم الدمنة بعد ذلك إلى العنبرة، ولم يلقَ هذا الاسم قبولاً على لسان العامة من الناس، فكان الاختيار الأخير لاسمها السالمية عام 1953 وهي السالمية نسبة إلى الشيخ عبد الله السالم الذي كان قد تسلّم مقاليد الحكم عام 1950"، وكان عدد السكان فيها 38648 عام 1965، وفي عام 1970 ارتفع إلى 67374.
كانت السالمية منطقة نموذجية في سياق التحديث. لقد أجرت عملية تطوير وتحديث كبيرة في الآونة الأخيرة ويرجع ذلك أساسًا إلى التوسع المستمر في العقارات التجارية على طريق الخليج. يقع قطاع التسوق الشهير المعروف باسم سالم المبارك على مقربة نسبية من العاصمة. شهدت الطفرة العقارية في السالمية تحركًا مستمرًا في التركيبة السكانية. أدت زيادة أسعار الإيجارات إلى دفع مجتمع المغتربين من الطبقة العاملة نحو المناطق الداخلية في الكويت.
يعتبر تدفق الأجانب إلى السالمية ذا أهمية تاريخية يعود تاريخها إلى الستينيات. خلال حرب الخليج دمّرت السالمية بغزو الاحتلال العراقي ولكن منذ عام 1993 فصاعداً أعيد بناؤها تدريجيا وسكنها. أفسحت المباني القديمة الوعرة والمكونة من 3 طوابق والحقول المفتوحة والتي اشتهرت بها السالمية المجال لتخطيطات عالية الكثافة للشقق والمجمعات الشاهقة. تم تحويل واجهة الشاطئ التي كانت ذات يوم مركزًا وميناءًا لمجتمع صيد الأسماك والغوص بحثًا عن اللؤلؤ إلى شارع تجاري نشط متطور وحديث. السالمية هي أيضا واحدة من أغلى المناطق للعقارات في البلاد.

قِطع منطقة السالمية الاثنتي عشرة

## المدن الشقيقة
ساوث بارك - كولورادو

## التعليم
توجد العديد من المؤسسات التعليمية في السالمية. إن الجامعة الأمريكية في الكويت التي تقع على مسافة قريبة سيراً على الأقدام من قلب مركز السالمية. كما يقع أيضا إلى الجوار من ذلك مدرسة الخليج الإنجليزية والمدرسة الفرنسية في الكويت. تقع المدرسة الأمريكية الدولية في الكويت أيضًا في السالمية. يوجد عدد كبير من المدارس التي تلبي مختلف الجنسيات. ومن أبرز هذه المدارس الهندية والعربية والباكستانية الموجودة في المنطقة والتي تخدم مجتمعاتهم. إن المدرسة والكلية الباكستانية هي أقدم مدرسة في الكويت. إن مدرسة المجتمع الهندي ومدرسة الأكاديمية الإنجليزية الهندية (فرع من مدارس دون بوسكو في الهند) والمدرسة الهندية العامة هي مدارس بارزة تلبي احتياجات المجتمع الهندي في السالمية إلى حد كبير.
| S. لا | الاسم                                   | العنوان                                               |
| ----- | --------------------------------------- | ----------------------------------------------------- |
| 1     | المدرسة الأمريكية الدولية في الكويت     | السالمية، القطعة السكنية رقم 11                       |
| 2     | مجموعة اللعب الإنجليزية                 | السالمية، القطعة السكنية رقم 7 شارع 2                 |
| 3     | المدرسة الإنجليزية الابتدائية           | السالمية، القطعة السكنية رقم 12 شارع أبو ذر الغفاري   |
| 4     | أكاديمية الإبداع الأمريكية              | السالمية، القطعة السكنية رقم 12 شارع أبو ذر الغفاري   |
| 5     | المدرسة الإنجليزية                      | السالمية، القطعة السكنية رقم 12 شارع مساعد العازمي    |
| 6     | مدرسة الكويت الدولية الانجليزية         | السالمية، القطعة السكنية رقم 12 شارع 2                |
| 7     | المدرسة الفرنسية بالكويت                | السالمية، شارع حمد المبارك                            |
| 8     | المدرسة الهندية الخاصة                  | السالمية، القطعة السكنية رقم 10 شارع عيسى القطامي     |
| 9     | المدرسة الهندية العامة                  | السالمية، شارع عمان                                   |
| 10    | مدرسة الأكاديمية الإنجليزية الهندية     | السالمية، شارع الضحاك بن قيس                          |
| 11    | الجامعة الأمريكية في الكويت             | السالمية، شارع سالم المبارك                           |
| 12    | المدرسة والكلية الباكستانية             | السالمية، القطعة السكنية رقم قطعة 10.                 |
| 13    | مدرسة الجالية الهندية الكويت            | السالمية، شارع عمان                                   |
| 14    | مدرسة السالمية الهندية النموذجية الكويت | السالمية، القطعة السكنية رقم 12 شارع المغيرة بن شوبا. |
| 15    | مدرسة الخليج الإنجليزية في الكويت       | السالمية، شارع الدمنة                                 |
| 16    | مدرسة السالمية الثانوية في الكويت       | السالمية، شارع البحرين                                |

## الرياضة
السالمية هي مقر ملعب ثامر التابع لنادي السالمية. بدأ البناء على ملعب للكريكيت والذي بمجرد اكتماله سيكون وفقًا للمعايير الدولية للعبة اليوم الواحد في الكريكيت. من المأمول أن تساعد المنشأة في تطوير لعبة الكريكيت في الكويت فضلاً عن جذب الفرق الدولية للعب مباريات محايدة هناك. ومن المقرر الانتهاء من أرض الملعب في عام 2012.

## وسائل النقل

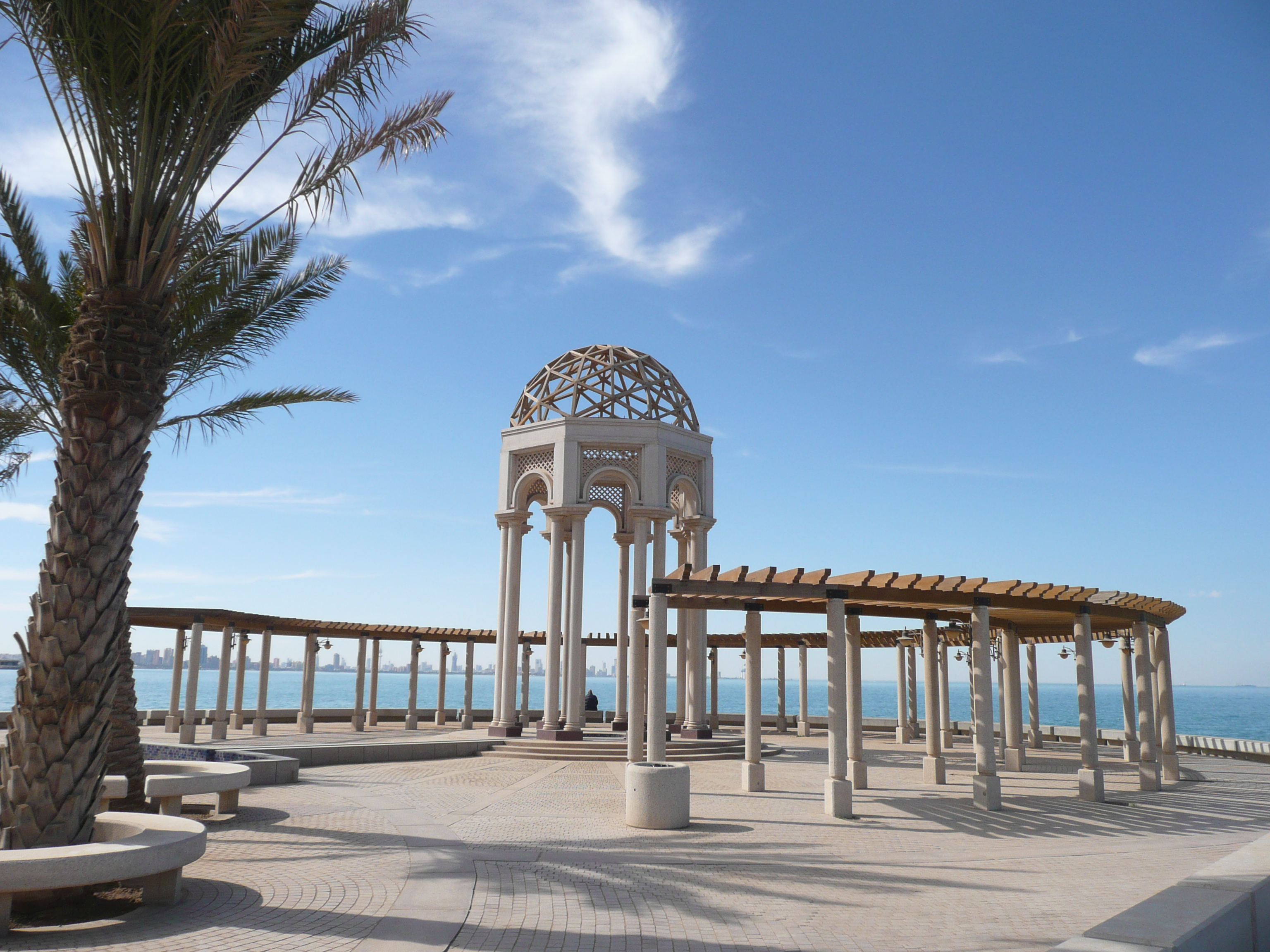
الواجهة المائية في السالمية في الكويت

بعض الطرق الرئيسية التي تربط السالمية هي الطريق الدائري الرابع والطريق الدائري الخامس وطريق الخليج. يوجد مشغلان رئيسيان للحافلات هما سيتي باص والشركة الكويتية للنقل العام وهما يخدمان جميع الطرق الرئيسية على طول السالمية. إن سيارات الأجرة متوفرة على نطاق واسع في السالمية ويمكن للمرء أن يتوقع المساومة المسبقة حول الأجرة.

## التطوير
اعتبارًا من عام 2010 كان هناك مقترح حول حديقة السالمية لجعلها حديقة كبيرة تقع في قلب السالمية. إن بوليفارد بارك (بالإنجليزية: Boulevard Park)‏ هو منتزه ضخم ومركز تجاري في السالمية تبلغ مساحته 353 ألف متر مربع بما في ذلك مركز تسوق رائع وقرية مطاعم ومحطة قطار ونفق وجناح للكريكيت ومناظر طبيعية ضخمة بما في ذلك النوافير والبحيرات والعديد من الملاعب الخارجية. يضم مركز الشيخ عبدالله السالم الثقافي ستة متاحف ضخمة في مكان واحد بما في ذلك:
1. الفضاء
2. العلوم العربية والإسلامية
3. العلوم والتكنولوجيا - جسم الإنسان
4. العلوم والتكنولوجيا - النقل / الروبوتات
5. التاريخ الطبيعي والنظم البيئية
6. التاريخ الطبيعي - أرضنا.